# Assemblée nationale (Pologne)
Pour les autres articles nationaux ou selon les autres juridictions, voir Assemblée nationale.
L’Assemblée nationale (en polonais : Zgromadzenie Narodowe) est le nom des deux chambres réunies en session commune du Parlement polonais : la Diète et le Sénat,. Elle est présidée par le président de la Diète (ou par le président du Sénat lorsque ce premier est absent).

## Source de la traduction
- (en) Cet article est partiellement ou en totalité issu de l’article de Wikipédia en anglais intitulé « National Assembly (Poland) » (voir la liste des auteurs).